# Cronoxil

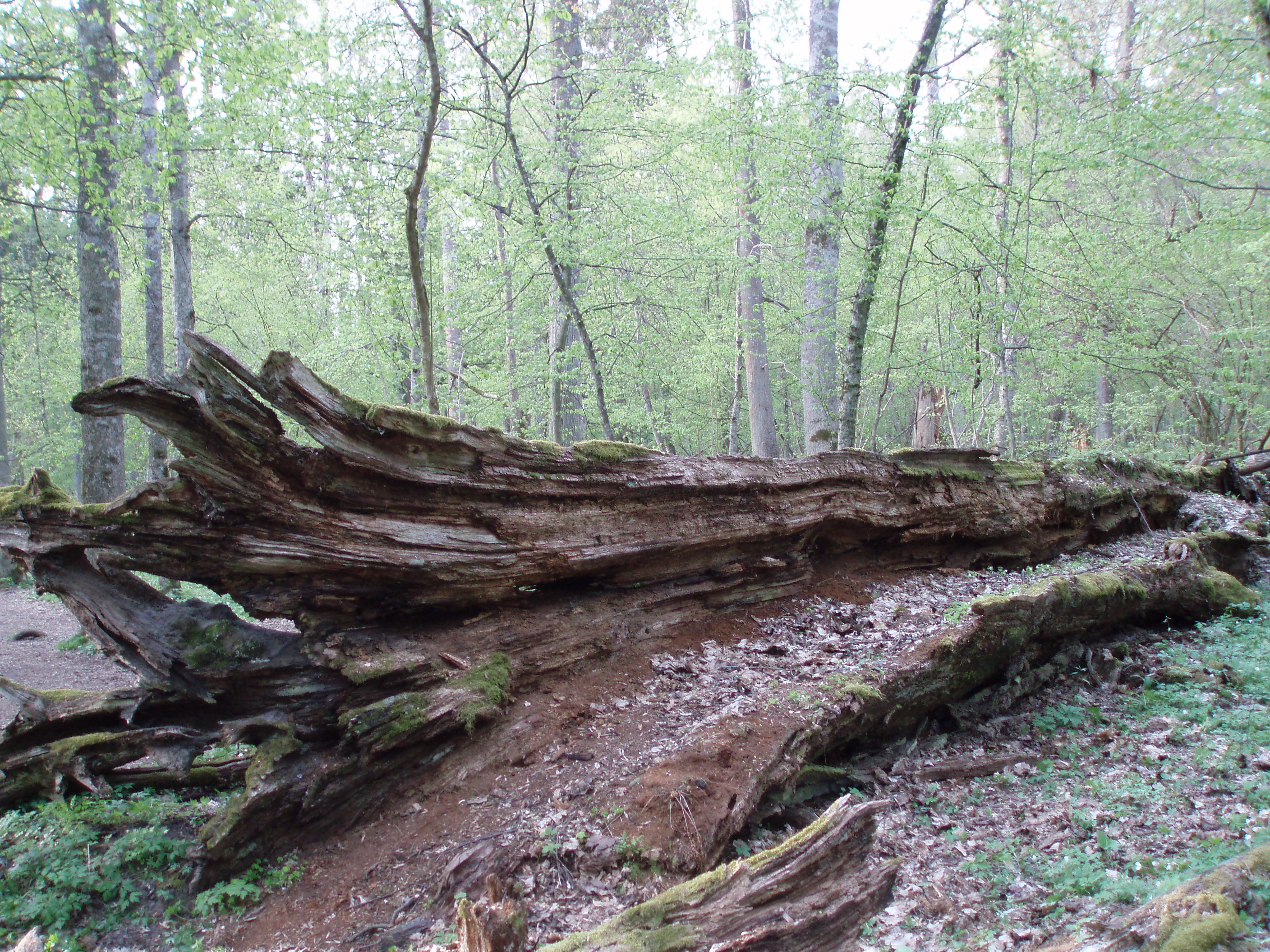
La llenya està d'una manera natural molt present als boscos primaris (fins a 1/3 de massa de la fusta), a Białowieża, Polònia

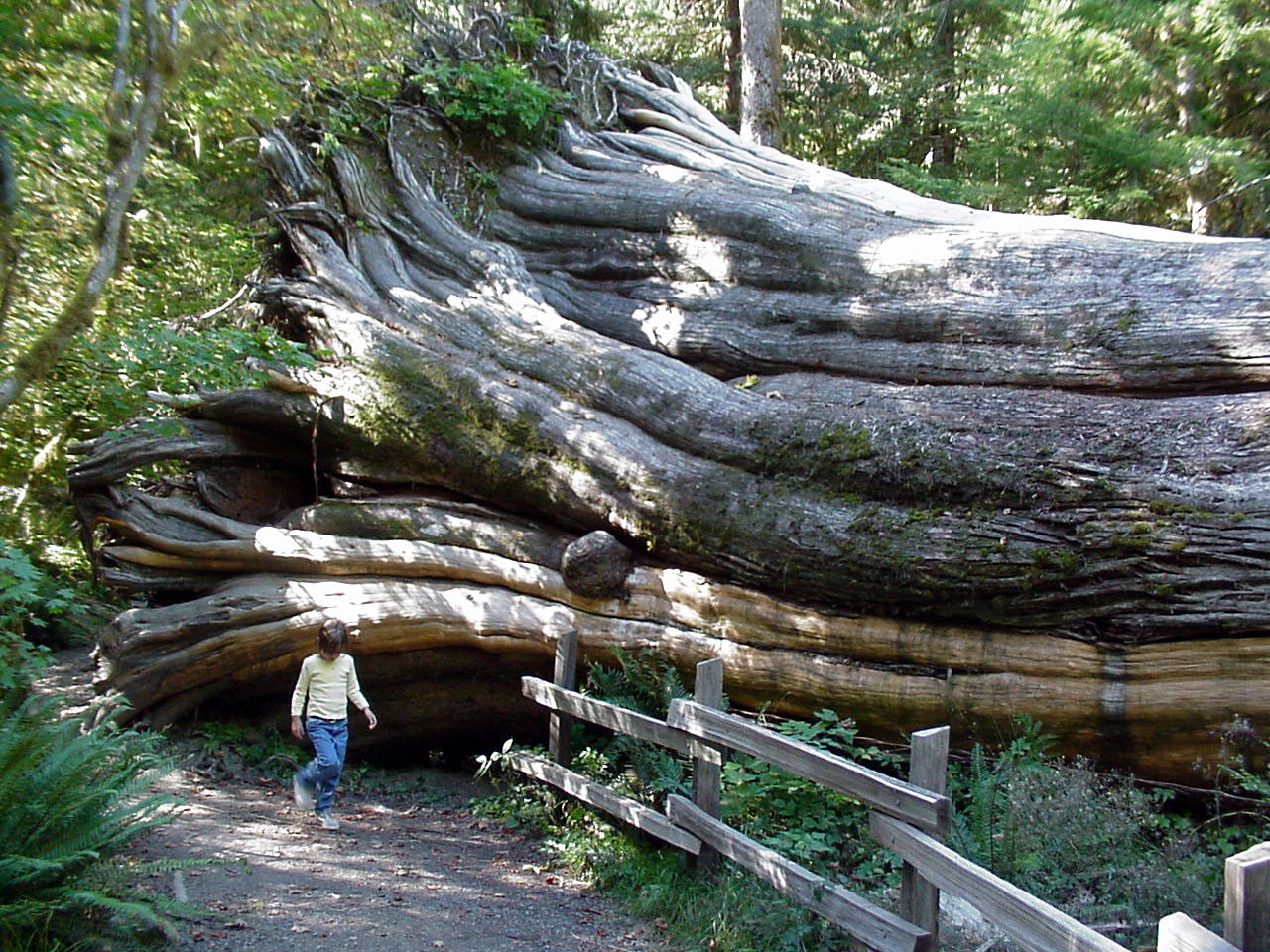
No es congela l'interior dels troncs grossos. Per això, alberguen espècies particulars. Podrà alimentar durant segles milers de tones d'organismes saproxilòfags o consumidors de fusta en descomposició

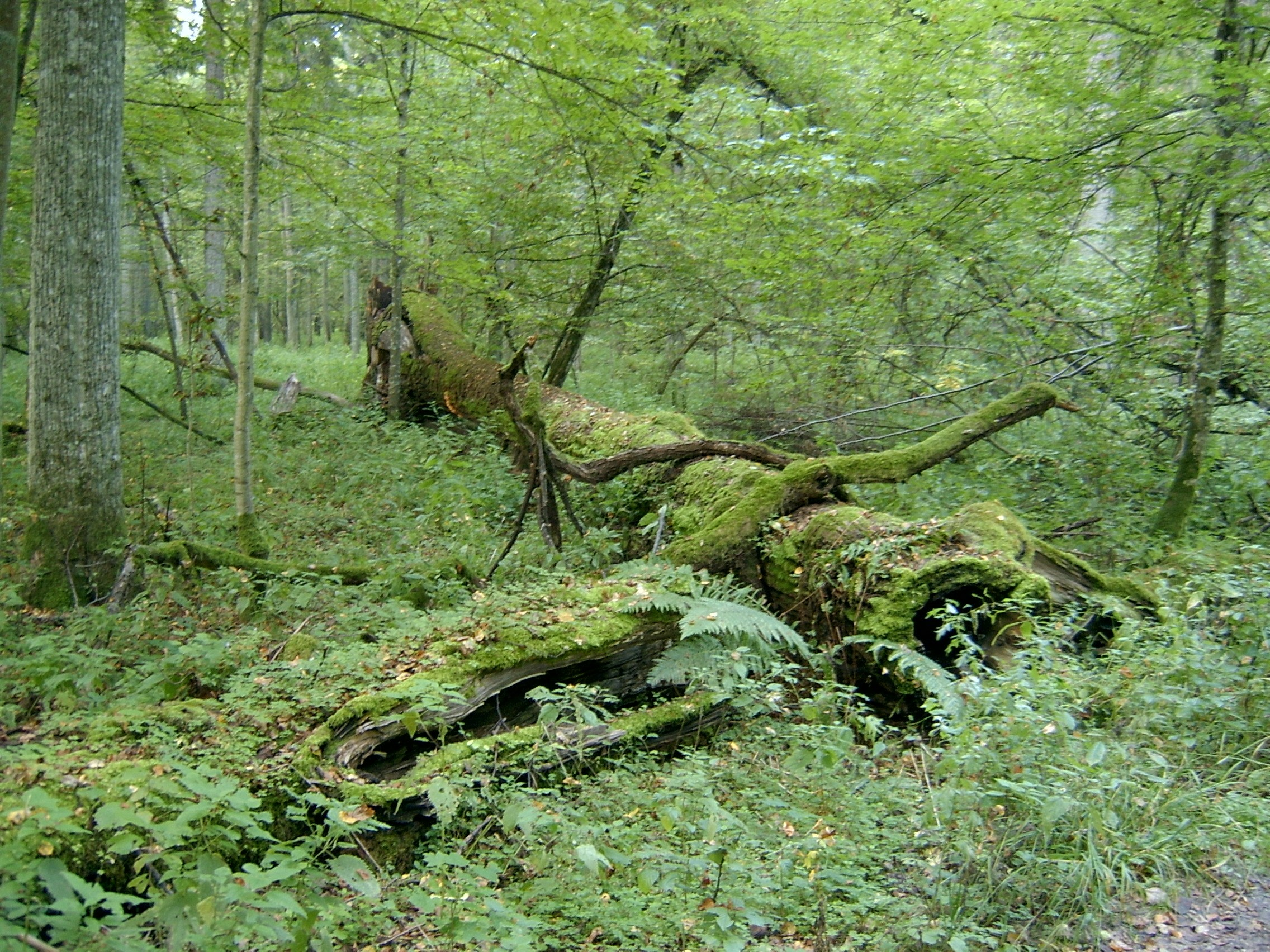
En un bosc primari de clima temperat, un 30% de la fusta naturalment present es mor i està en descomposició

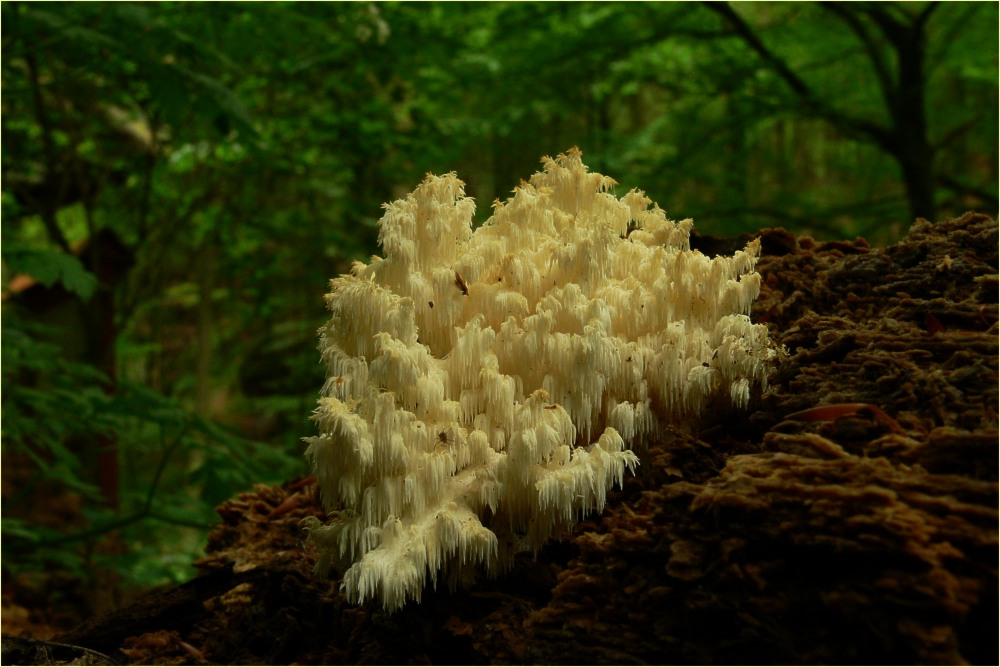
Molts bolets depenen de la fusta morta en descomposició (ací: Hericium Coralloides)

Chronoxyle (neologisme d'origen francés, l'equivalent català seria cronoxil) o monòlit de fusta morta, són neologismes que designen: 
- vells i grans arbres morts o moribunds, que es deixen descompondre sobre el seu peu, sovint després d'“haver-los afermat”;
- peces de fusta arreglades i conservades de manera que constituïsquen, a mesura que n'avança la descomposició, una successió d'hàbitats que poden albergar diverses comunitats d'espècies saproxíliques (que consumeixen fusta o viuen a dalt com a epífites) i que estan en forta regressió als boscos on la silvicultura ja no deixa lloc per als arbres vells i la fusta en descomposició.

Siga per raons pedagògiques, científiques o de protecció de la natura, els cronoxils han de compensar-se en la seua regressió de les grans fustes mortes dels boscs. Si es reconstitueixen, han de recompondre's amb fusta sense pesticides i si és possible haurien de procedir d'arbres que s'hagen desenvolupat en llocs lliures de substàncies químiques romanents (plom, mercuri, sal, etc.). Poden també tenir una vocació secundària artística, com a senyal, tòtem, o treball d'art si es talla la fusta.
La majoria dels cronoxils actualment reconstituïts ho foren per raons pedagògiques i d'estudi científic, més que com a veritable eina de conservació de la natura. Permeten, per exemple, a desenes de generacions d'alumnes de seguir i estudiar en un mateix indret la projecció de la descomposició i estudiar-ne els protagonistes (bacteris, bolets, insectes, etc.).
Les dades adquirides per l'estudi de la fusta morta palesen que conservar duradorament les associacions saproxíliques (fauna, bacteris, fongs de la fusta morta...) depén de la connectivitat dels trossos de les fustes.

## Interés per la biodiversitat
Als boscs madurs (de 100 a 500 anys i més, segons la composició de les seues espècies forestals) que són els arbres senescents, les fustes mortes encara dempeus o tombades al sòl tenen un interés ecològic principal per a la biodiversitat: 
- com a hàbitat irreemplaçable per a una multitud d'invertebrats, comunitats bacterianes, fongs, ocells, mamífers (entre els quals, el ratpenat), rèptils i amfibis;[3]
- com a font (directa o indirecta) de menjar per a aquestes espècies, i indirectament per als seus depredadors;
- com a element important per a completar el cicle del carboni en l'ecosistema forestal, i font d'humus.

La silvicultura sostenible comença per integrar la protecció o per reintroduir una quantitat mínima de fusta morta als boscs. Les zones de reserva integral permeten protegir-los, però el caràcter fragmentat i la insularitat ecològica de moltes repoblacions i boscs fan aquestes mesures molt insuficients per al manteniment d'una biodiversitat important en les comunitats saproxíliques. Per açò algunes ciutats desenvolupen una estratègia de reintroducció de fusta morta als seus grans parcs urbans (p. ex.: Lilla a França) que obtingué una etiqueta de gestió ecològica “Espais verds ecològics” lliurada per Ecocert al 2007).

## Tipus de cronoxils
Diferents tipus de cronoxils:

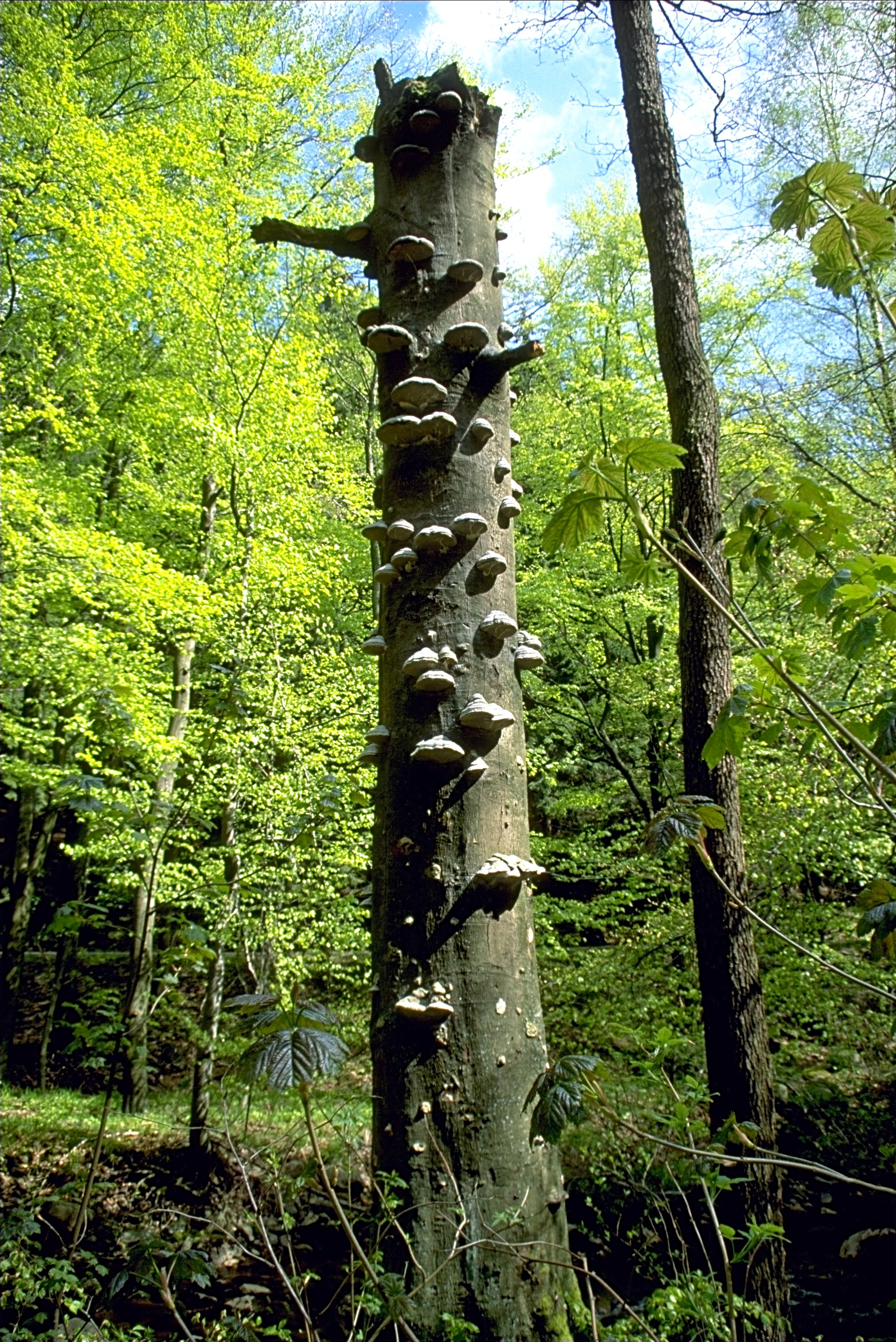
La modelització matemàtica dels fluxos d'aire sobre un tronc ple de bolets fa pensar que contribueixen a augmentar la resistència al vent de les “veles” de llenya de les quals s'alimenten. S'ha pensat reproduir tals formes en xemeneies industrials per augmentar-ne la resistència a les tempestes

- els que es presenten en formes de “tòtem” (troncs més o menys reduïts d'uns 3 a 12 m d'alçada)
- Vela natural, in situ, dempeus sobre les arrels, eventualment amb reforços de seguretat, o fins i tot, com en la fotografia adjunta a l'esquerra, asclat per imitar un trencament degut a una tempesta a fi de facilitar la colonització (ací a Lille, al Jardí Vauban, al 2006);
- In situ, replantats dempeus (per a les seccions llargues) o col·locats al sòl, o aïllats del sòl;
- Ex situ, desplaçats en un lloc on no obstruiran ningú.
- Troncs imponents asclats o trossejats i col·locats al sòl, eventualment mig enterrats o parcialment a l'aigua, reconstituïts a partir d'arbres tallats, del mateix lloc o no;
- Pot ser una escultura, amb un interés estètic o decoratiu, però destinada a ser deteriorada per la fauna i flora saproxílica que acabarà desintegrar-lo en humus.

## Seguretat

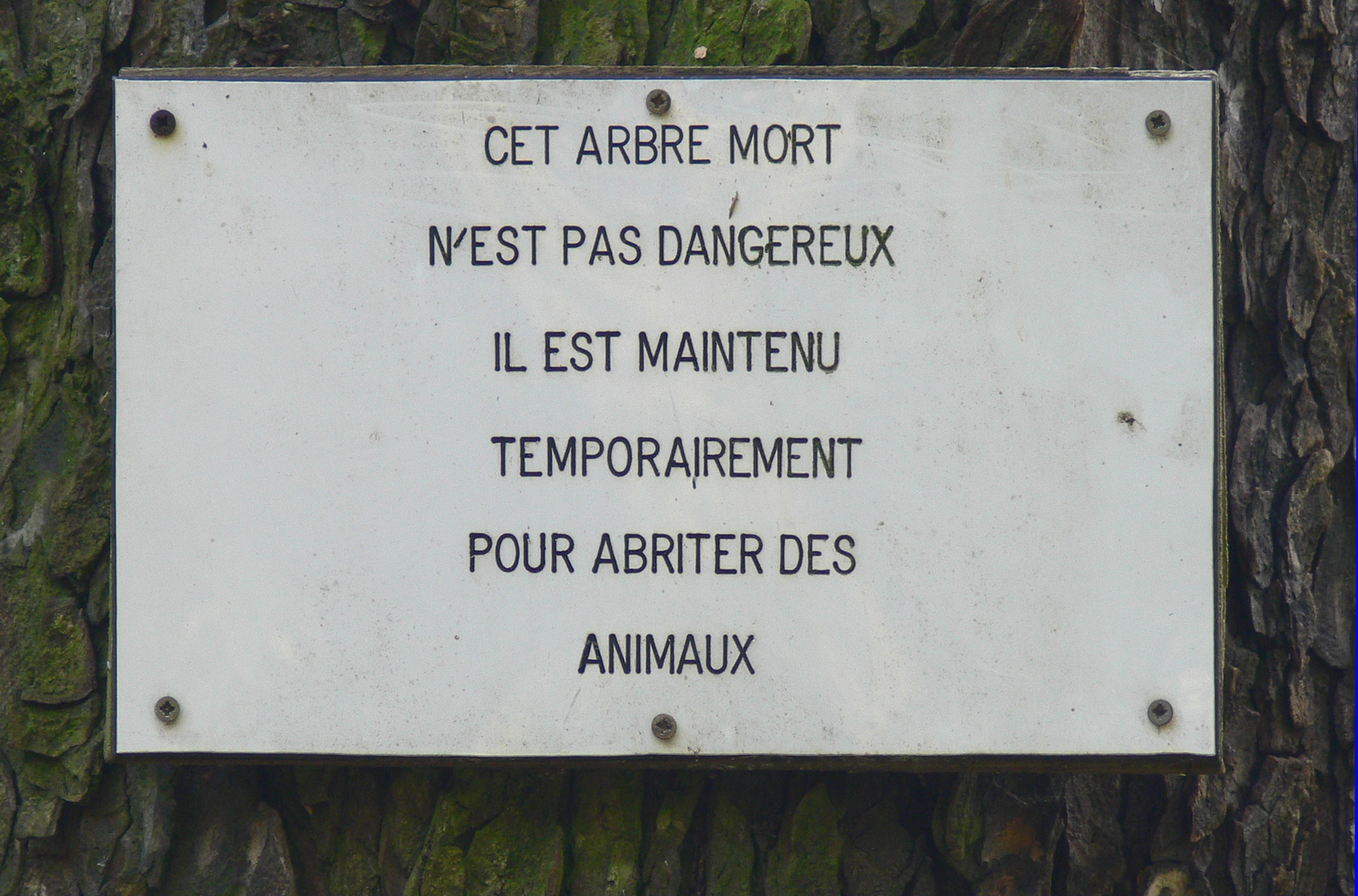
Aquest plafó indica al públic que els arbres morts conservats pel municipi per permetre la supervivència de bolets, invertebrats, ocells, ratpenats que depenen de la fusta, s'han afermat prèviament per seguretat, i que se'ls supervisa periòdicament). (Ací al Jardí Vauban, prop del centre de Lille, nord de França)

Les col·lectivitats han d'adoptar mesures raonables per garantir la seguretat de les guies, i protegir els hàbitats d'espècies protegides (entre les quals la fusta morta o senescent necessària per a la supervivència de molts invertebrats i vertebrats protegits): dos objectius que semblen de vegades contradictoris. Un arbre mort dempeus presenta, a mesura que es descompon, un risc creixent de caiguda en cas de tempesta. Un tronc antic pot caure sobre si mateix i aixafar qui siga al seu costat. Per això es recomana indicar i seguir els arbres morts i cronoxils situats a la vora d'eixos de pas. Els arbres i troncs antics i buits poden també albergar ruscs salvatges o nius de vespes que poden també indicar-se per a informació del públic.

## «SOS, invertebrats»

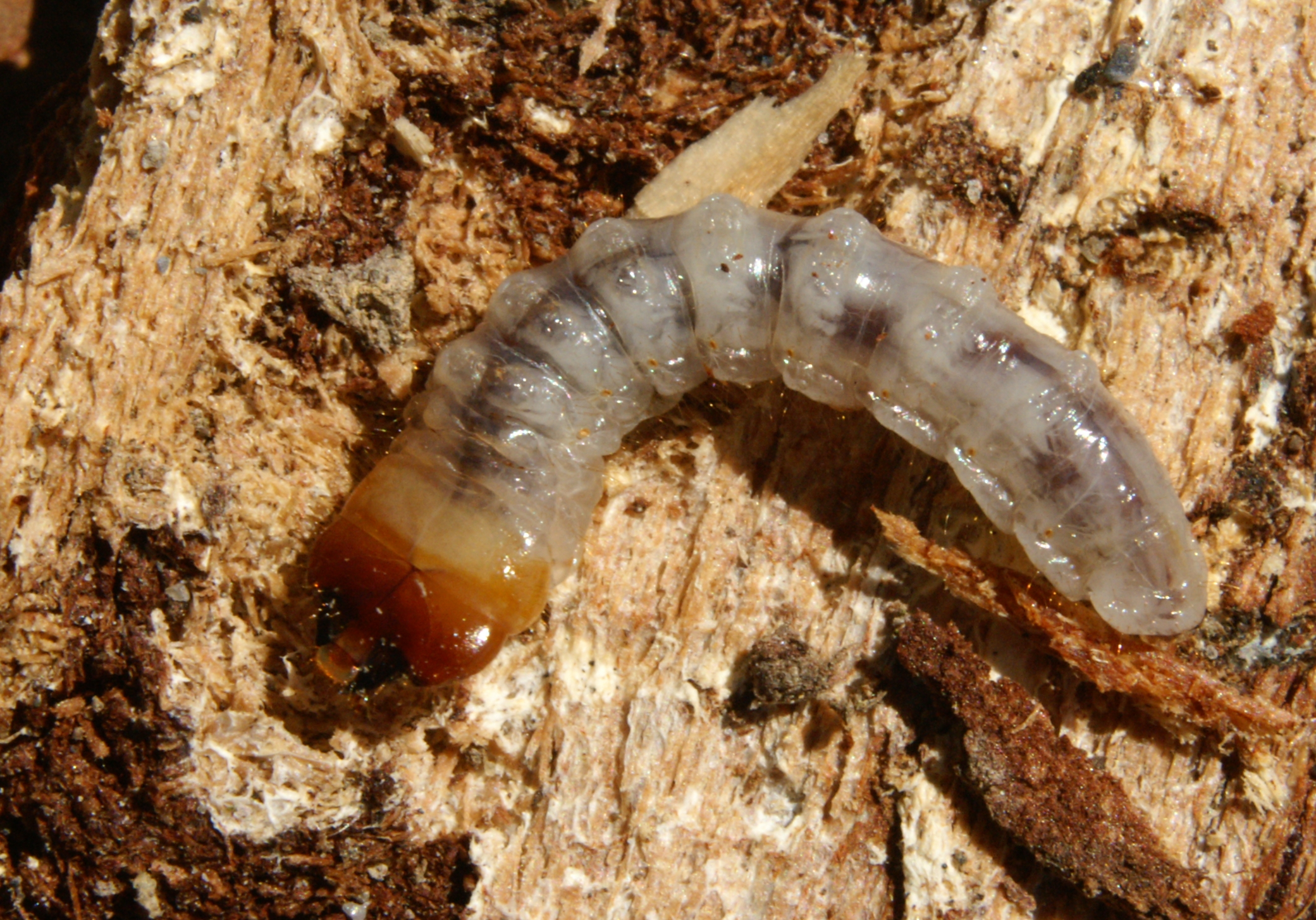
Molts invertebrats contribueixen al procés de descomposició de la fusta i producció d'humus forestal

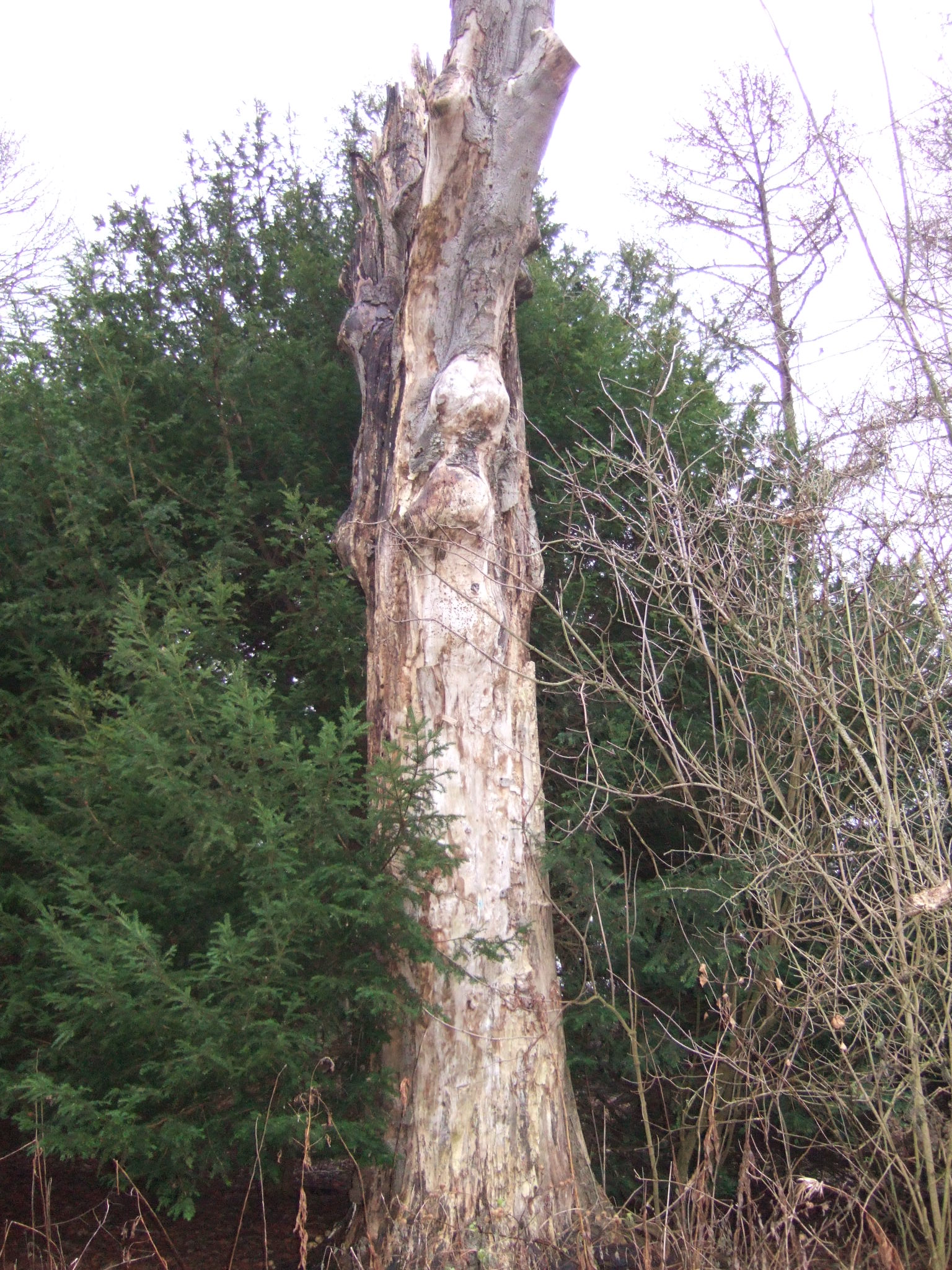
En cada etapa i estat de degradació d'un tronc mort, l'arbre segueix albergant i alimentant una fauna considerable, que contribueix al reciclatge de la matèria orgànica

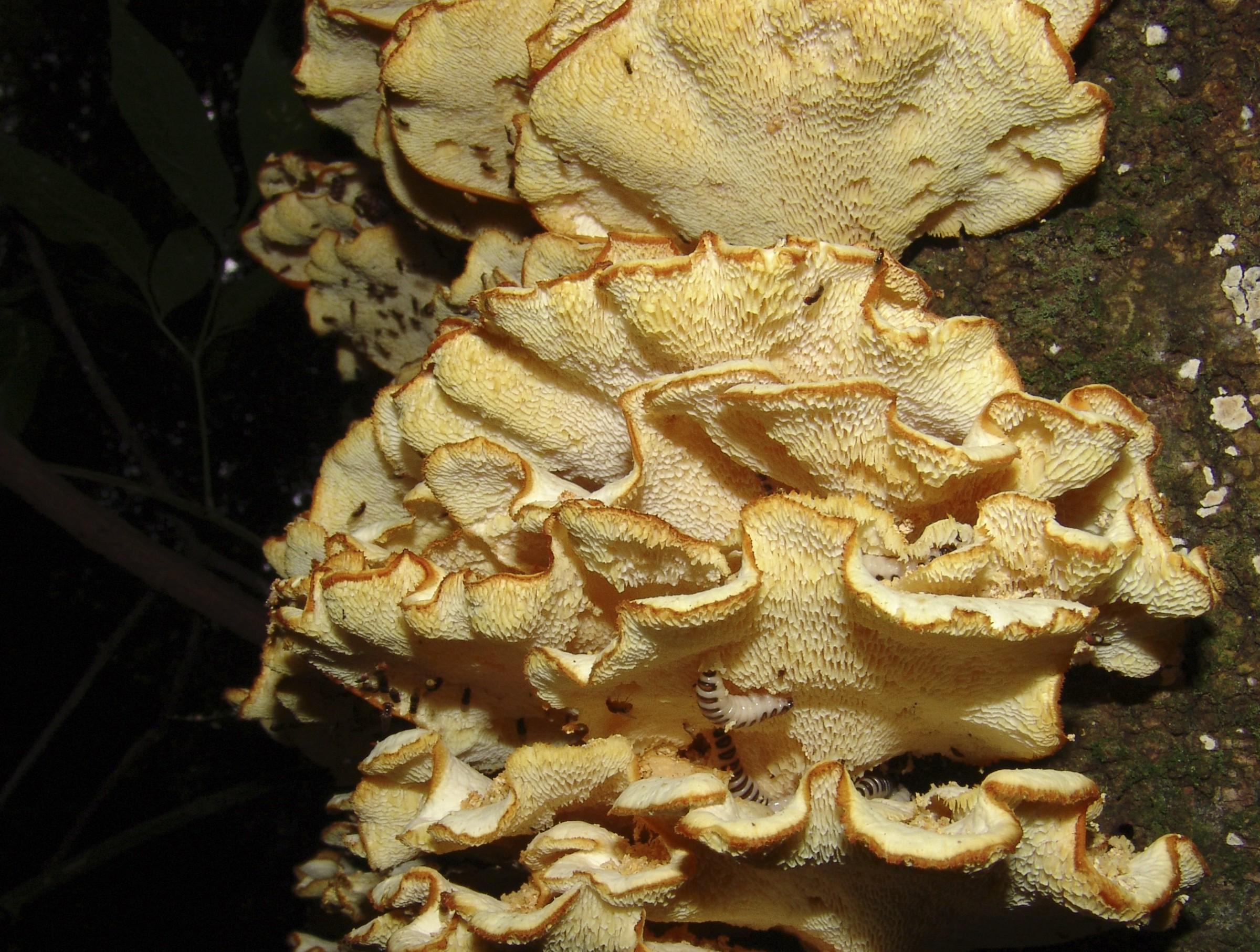
Alguns invertebrats consumeixen bolets que al seu torn consumeixen fusta (ací a Brasil)

Els invertebrats són la major part de les espècies i representen la porció fonamental de biomassa animal sobre la terra i en aigües dolces i marines. Són també entre les espècies més amenaçades, ja ho va recordar el Consell d'Europa al 1986, demanant als estats membres identificar i protegir una xarxa de boscs madurs rics en fusta, primordials per a la supervivència de les espècies saproxíliques (que deterioren la fusta i s'alimenten produint una part essencial de l'humus forestal).
Les espècies (animals, fúngiques i vegetals) relacionades per la presència de fusta morta, són entre les amenaçades i, en particular, els invertebrats. Les principals causes de la seua desaparició són l'extermini dels boscs madurs molt rics en fusta morta, i la desaparició de la fusta morta en immensos espais urbanitzats o conreats a Europa, i potser també la contaminació global de la biosfera pels pesticides. A les zones de clima temperat, en un bosc natural madur, “verge” d'explotació; un 30% de la fusta és morta. I cada tona d'aquesta llenya alimenta diverses tones d'animals, bolets, bacteris, que eren la causa dels rics sòls forestals amprats per l'agricultura.
Com ajudar aquestes espècies a sobreviure, quan el seu hàbitat desapareix, i quan calen de 200 a 600 anys per produir els arbres que els convindrien més? Els cronoxils i monòlits són un mitjà de salvar els invertebrats saproxílics i els seus depredadors, oferint-los un hàbitat provisional de substitució, a l'espera que als boscs, tanques i jardins es torne a aprendre a conservar la fusta morta.

## Descomposició dels cronoxils
Segons la grandària, el volum i la naturalesa del cronoxil, segons si presente o no ascles, càries i forats que faciliten l'entrada dels descomponedors, la dessecació retardarà més o menys el procés de descomposició, sobretot si s'aïlla del sol i del vent.
Per exemple, al sector boscós del parc de Windsor un cronoxil de roure romangué dempeus durant més de 55 anys, mentre que un de veí de faig s'enfonsà després de sols 15 anys.
El procés de descomposició es pot endarrerir tallant branques o trossos de branques, permetent una durada de vida de diverses dècades a alguns segles per a algunes fustes dures, i evitant que els troncs més grossos es trenquen per l'efecte del vent. En condicions fresques i humides, el cronoxil alberga altres espècies que veuen també el seu hàbitat reduir-se.
Cal inspeccionar regularment la base del tronc, de les arrels, sobretot després de les tempestes, després dels llargs períodes de pluja i gelada per prevenir-ne els riscs de caiguda.
Abans que el cronoxil puga caure, es pot deixar en terra, on el treball de descomposició continuarà, o transportar-lo. Se'n pot també interrompre el procés, per exemple en un recinte tancat de museu, escola, biblioteca, universitat, etc., o protegir-lo amb un tancament o en una zona entollada d'aigua (en un jardí o en un lloc públic). Una vigilància i sobretot molta pedagogia limitaran la temptació que sembla gairebé natural per als nens de fer caure els més petits d'aquests cronoxils o d'incendiar-los en període de sequera.
Aspectes culturals

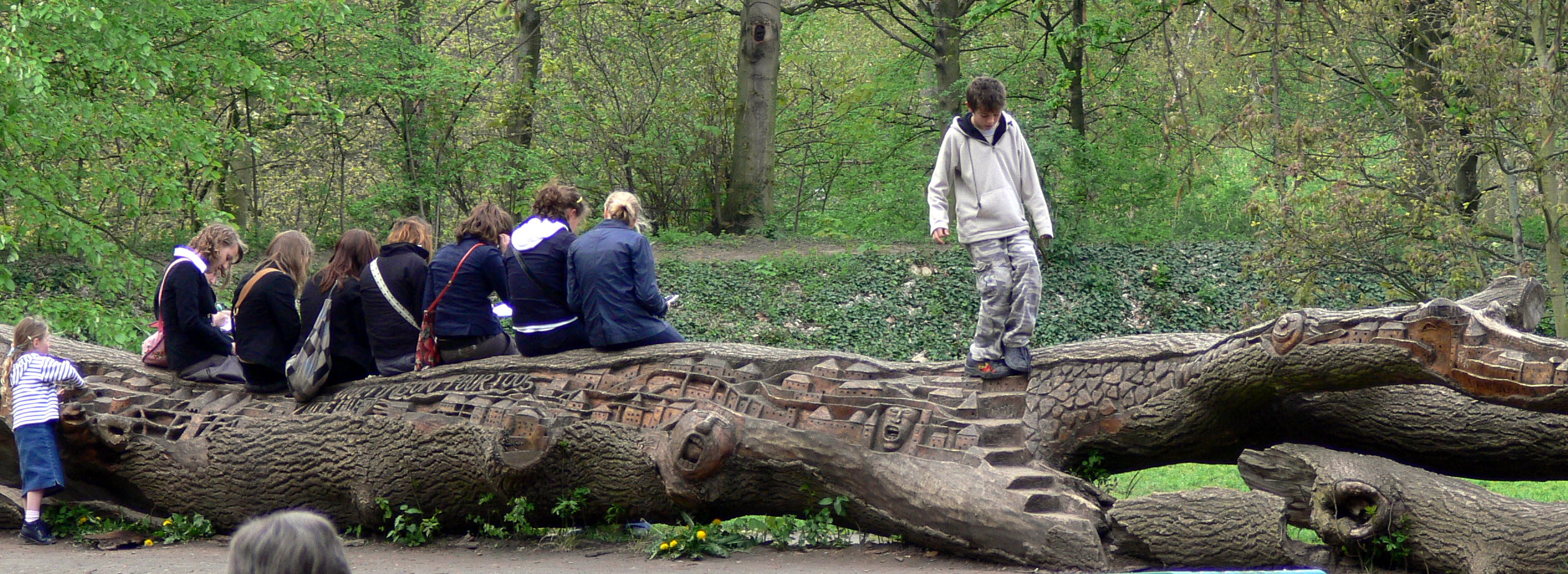
El tronc d'un arbre tallat en un parc es convertí en una escultura. Aquest grup d'infants prefereixen seure sobre aquesta escultura que utilitzar els bancs propers. Aquest tronc no es colonitza normalment per organismes saproxilòfags. Parc de la ciutadella de Lille, França

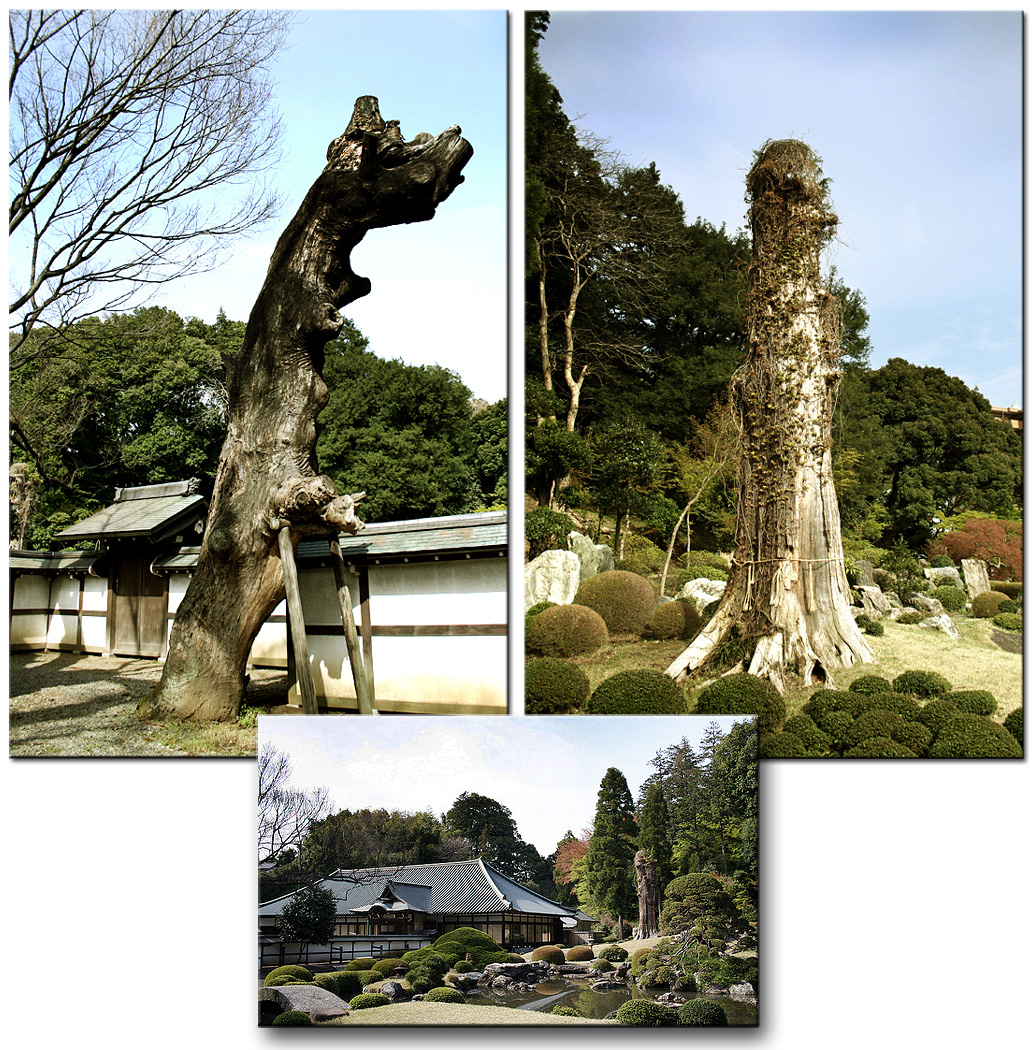

El concepte de cronoxil pot ser a voltes semblant a arbre notable, arbre venerat per raons històriques, familiars (tomba o esperit dels avantpassats), paisatgistes o religioses. En la darrera imatge, s'asseguraren i conservaren dos arbres morts, als jardins de Kagoyamaen (Japó).

## Vegeu també

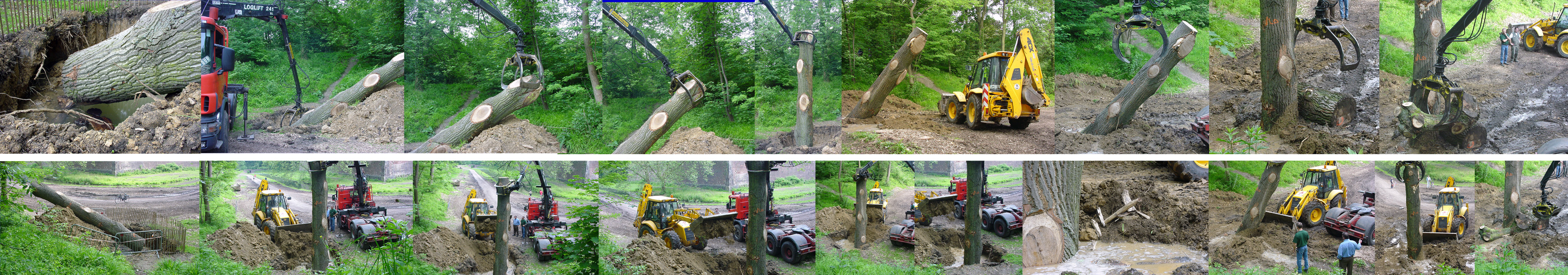
Exemple d'ús de troncs d'àlbers tallats per raons de seguretat, com cronoxils, per la ciutat de Lille, al 2OO5, al Parc de la Ciutadella (al voltant de 30 Ha. prop del centre de la ciutat) on s'aplica una política més àmplia de conservació de fusta des de 2005

## Galeria d'imatges

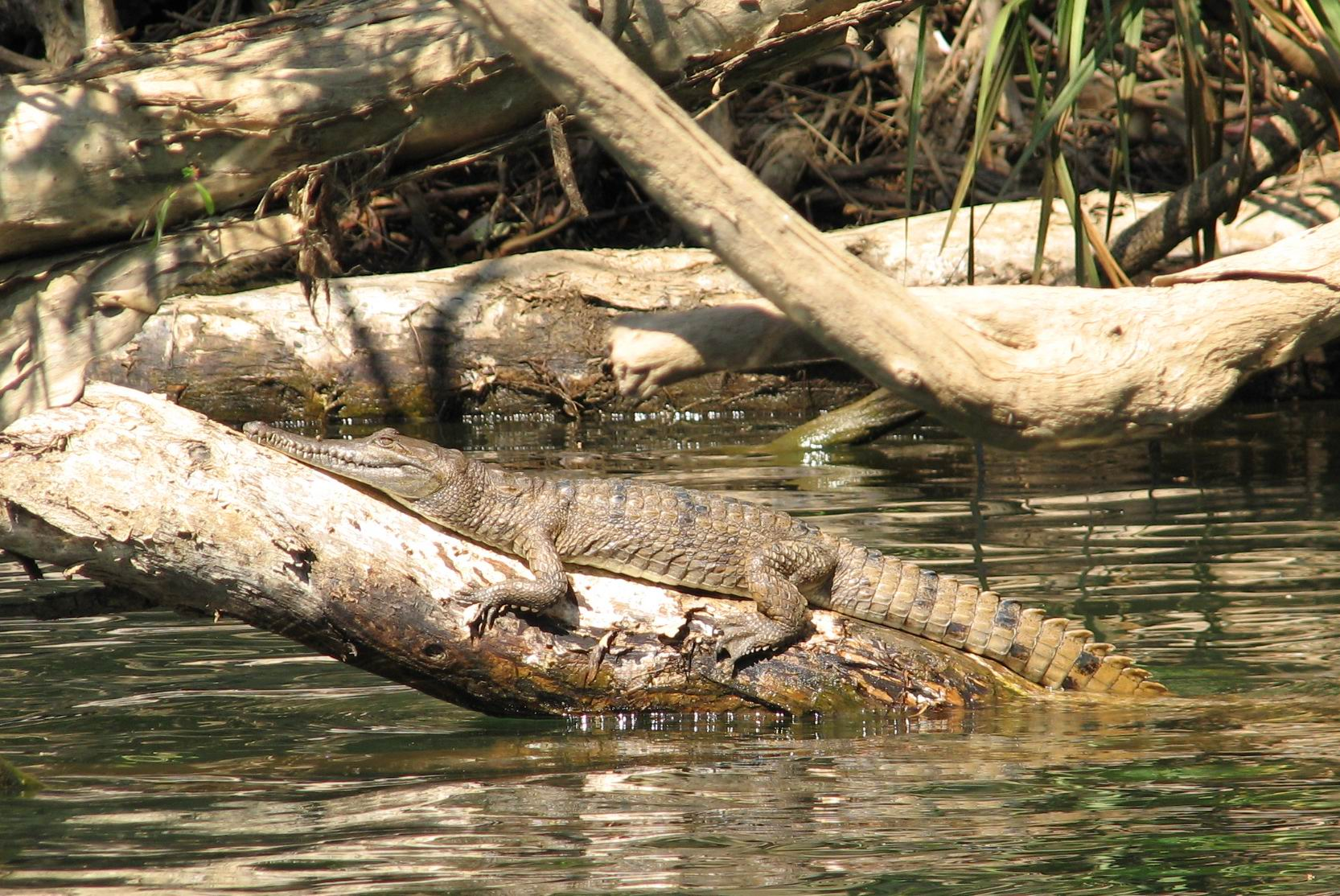
Els troncs abatuts en l'aigua ofereixen penjadors i zones de descans als ocells i rèptils aquàtics
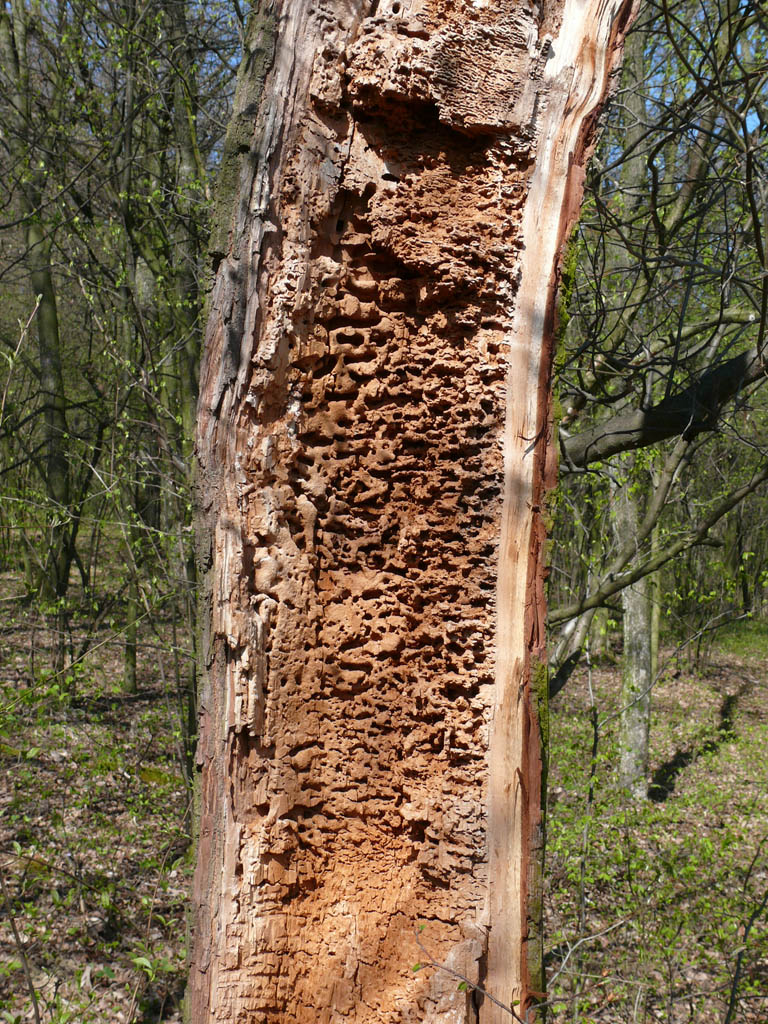
Galeries excavades en la fusta
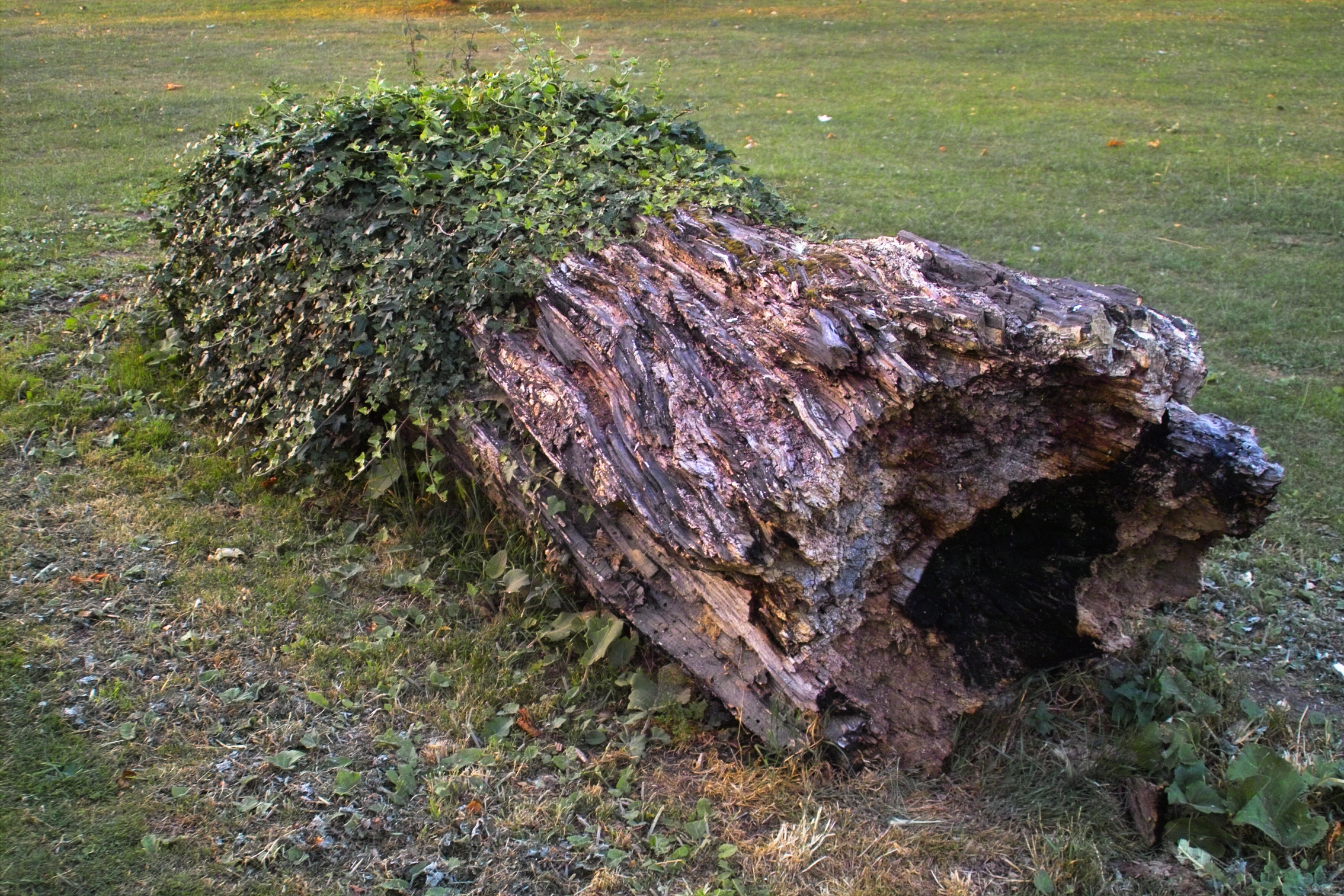
Resta de tronc caigut
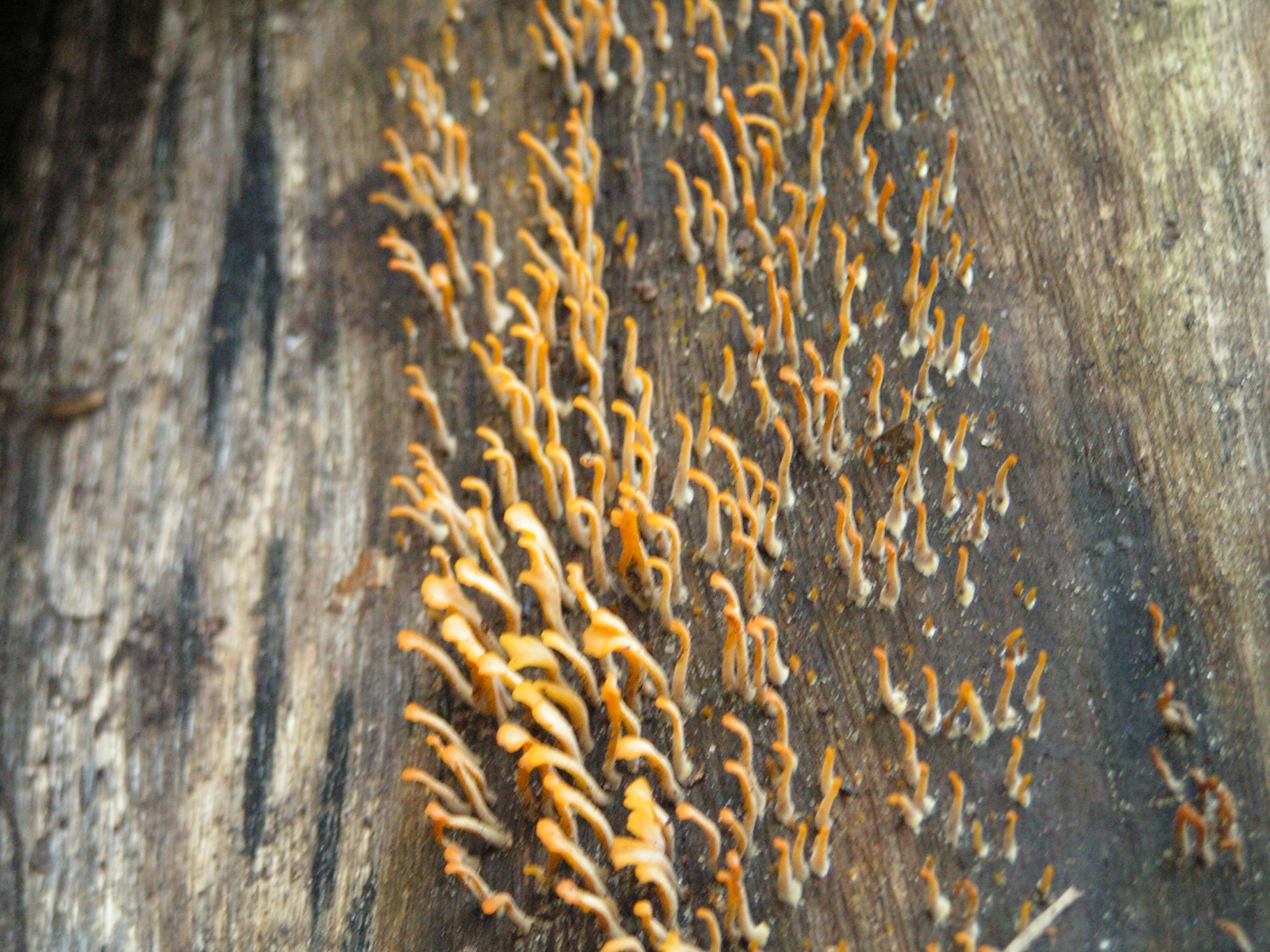
Bolets que colonitzen la superfície d'un tronc
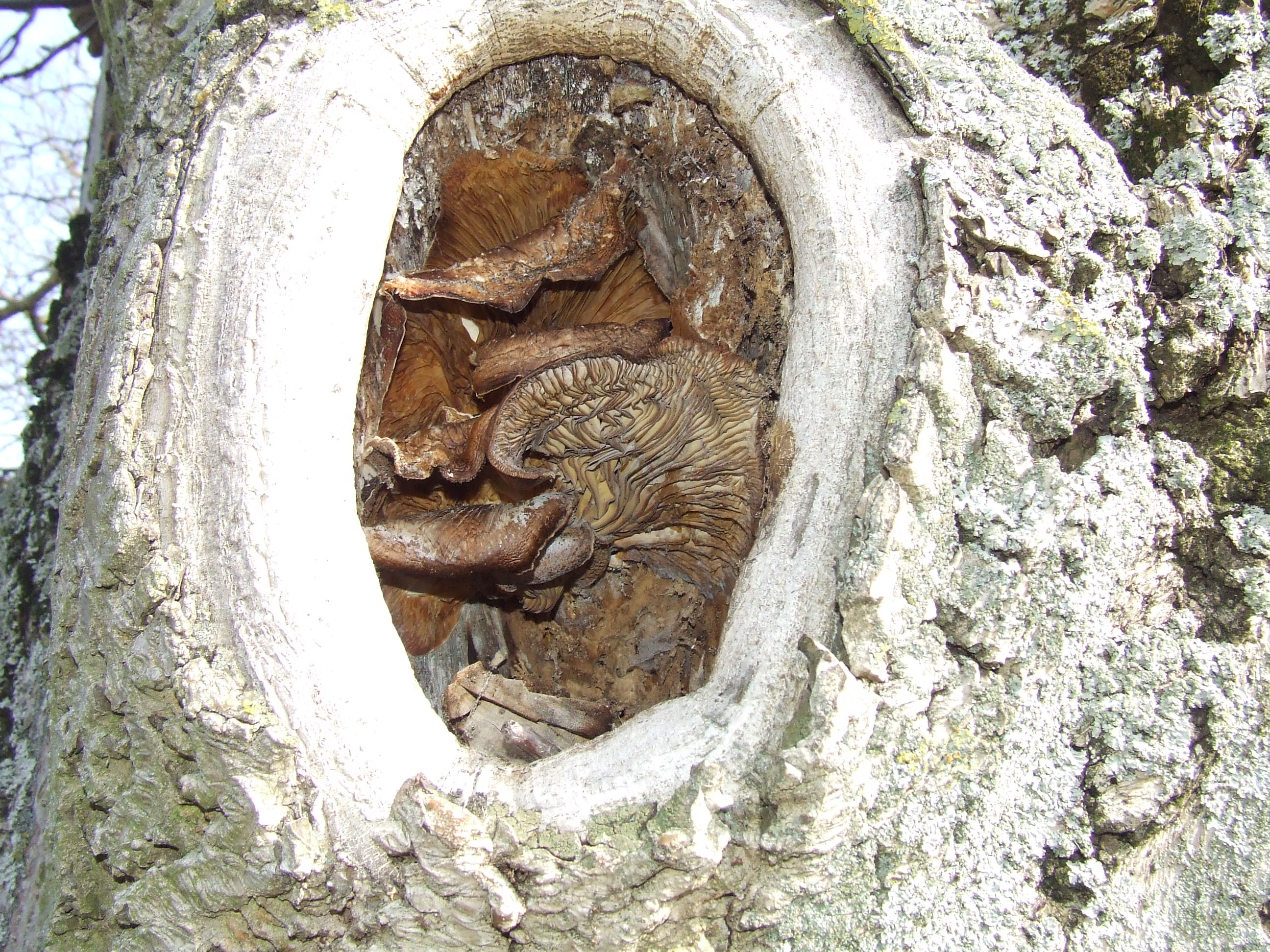
Bolets que colonitzen l'interior d'un arbre senescent
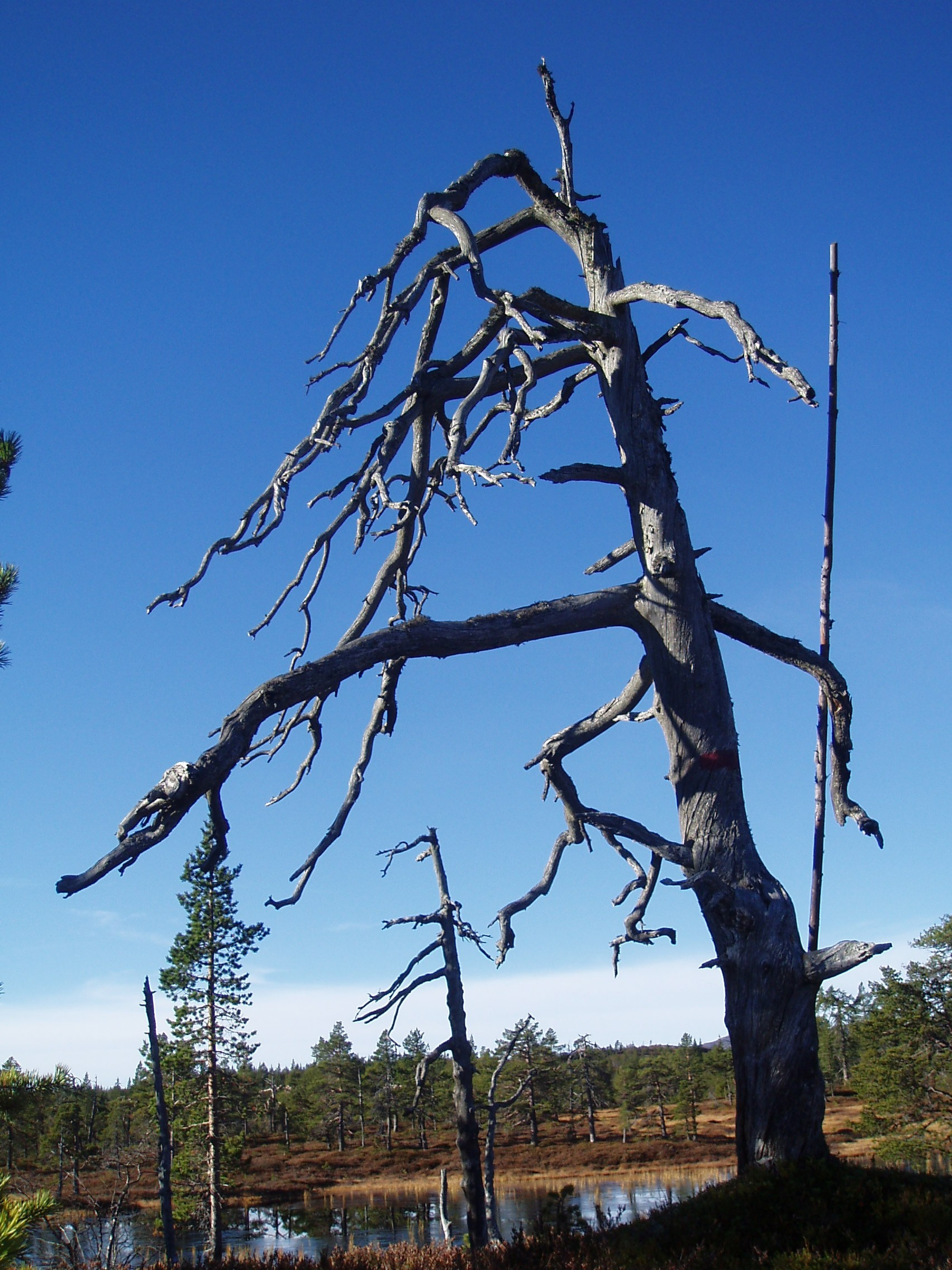
Pinus sylvestris mort de manera natural, muntanyes de l'est de Noruega
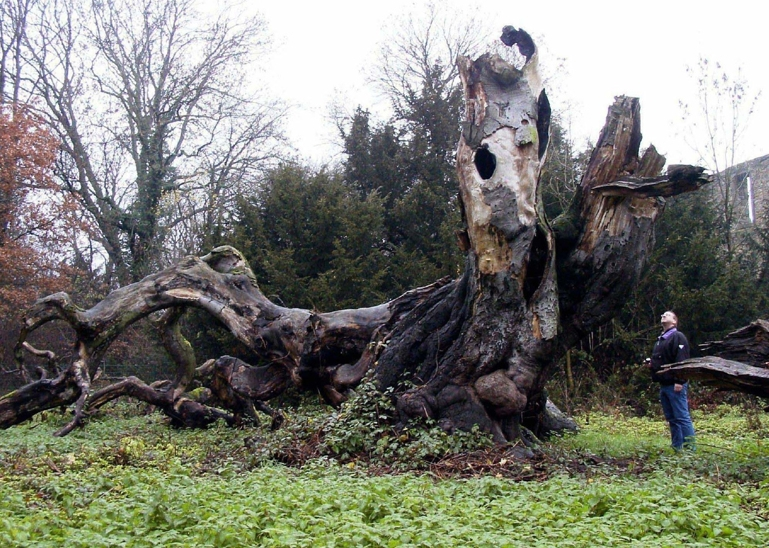
Gran faig mort
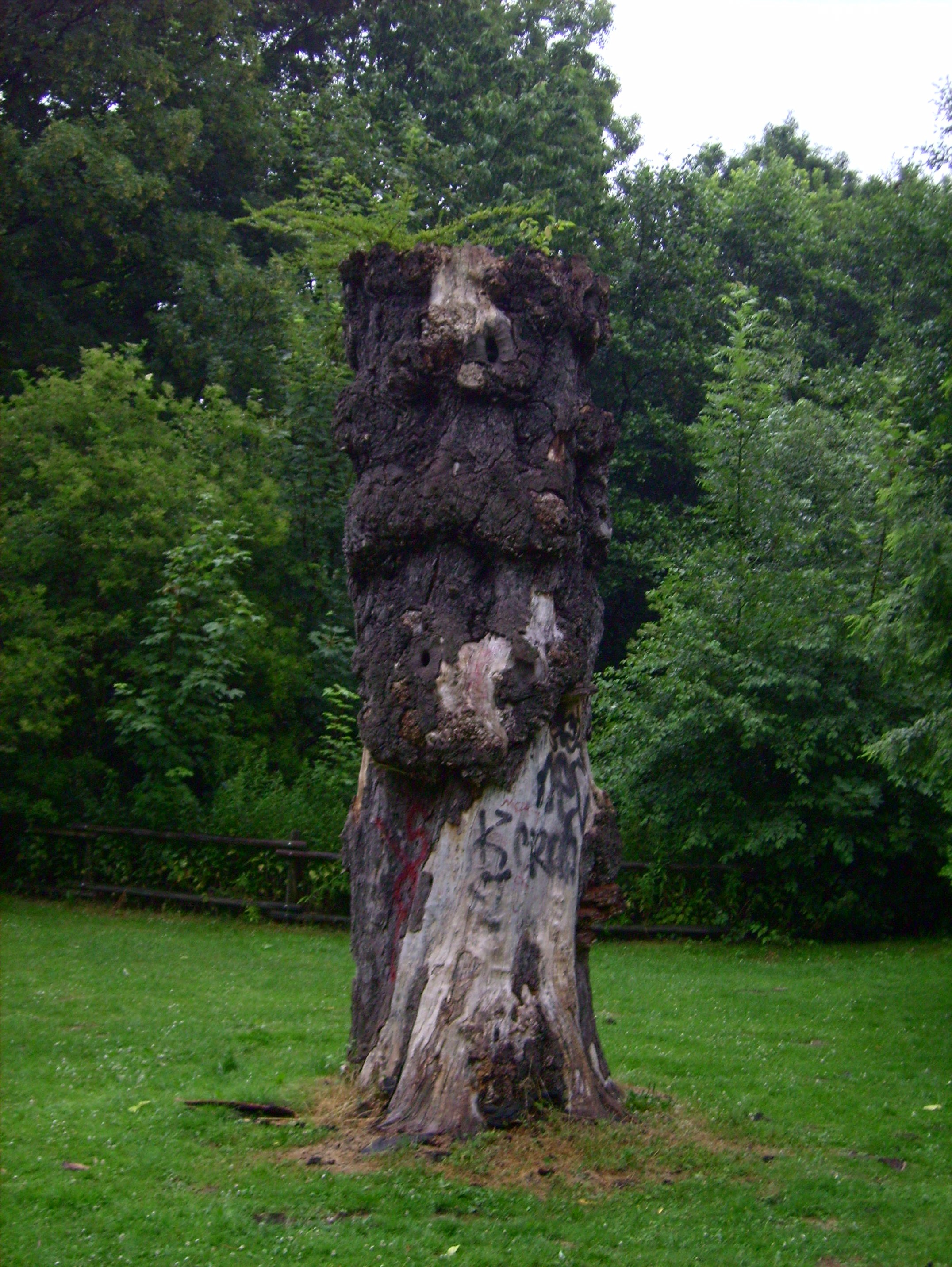
Tronc aïllat en una prada
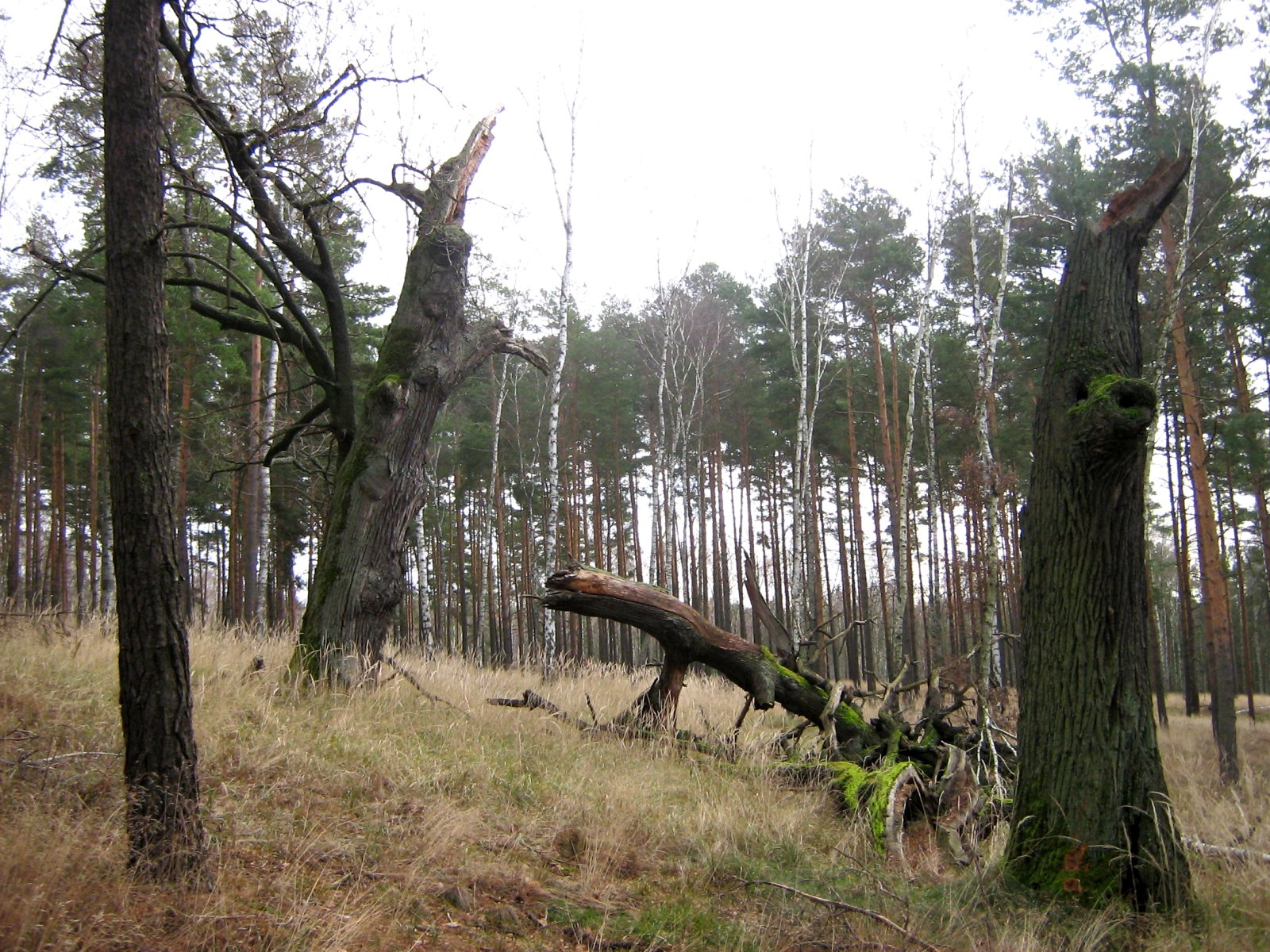
Landkreis Dahme-Spreewald, Brandenburg (Alemanya)
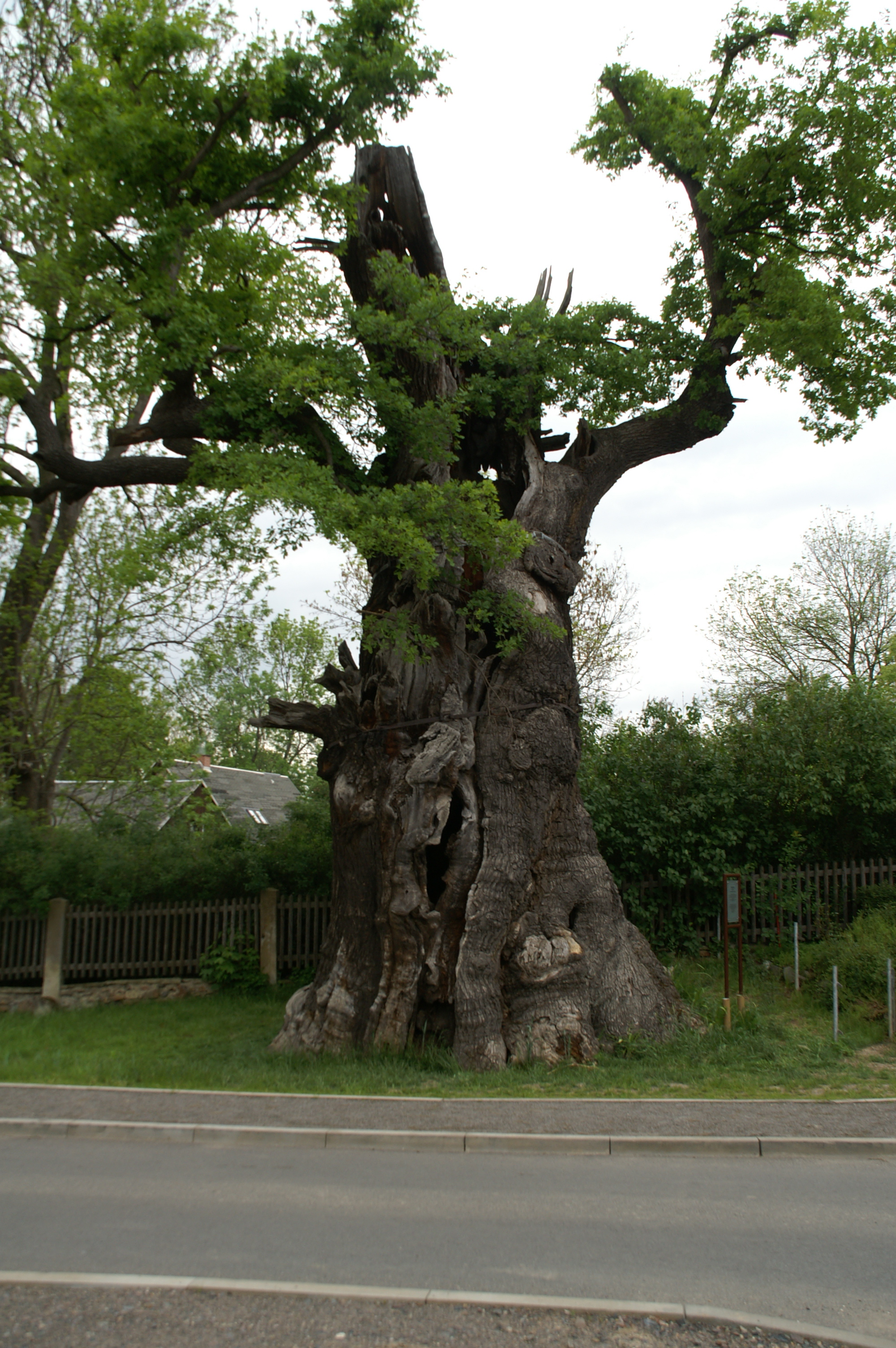
Roure alemany, a Noebdenitz
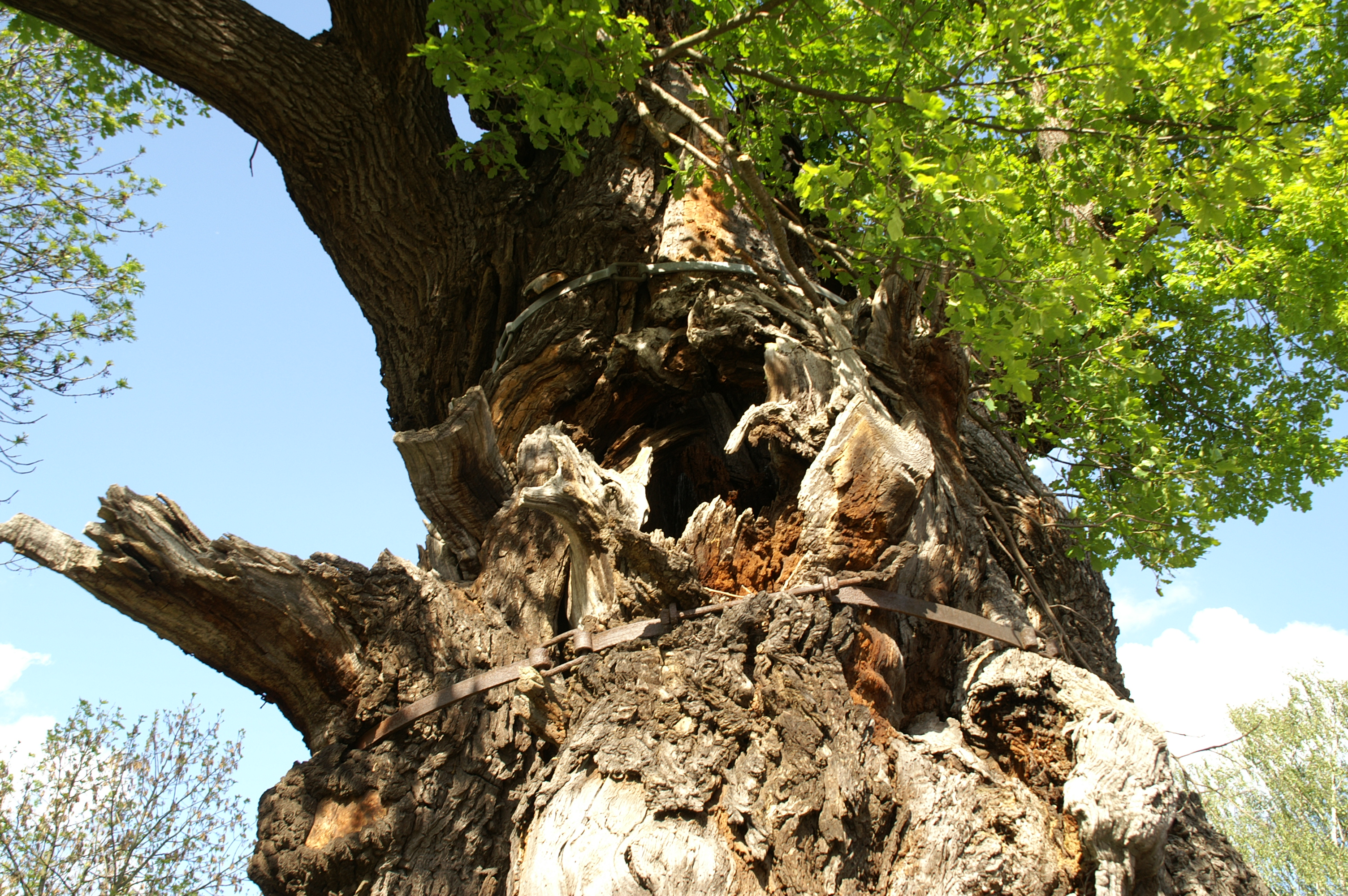
Detall del tronc
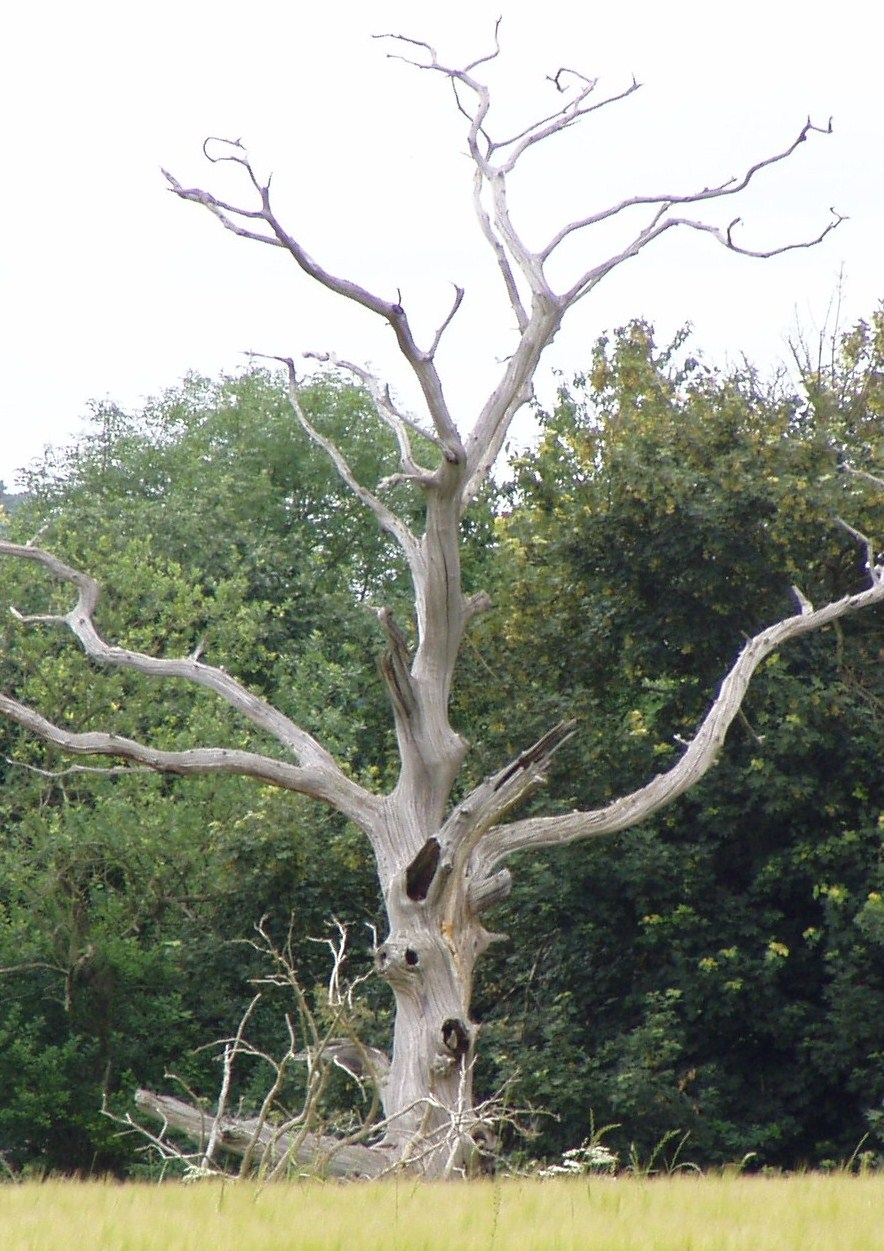
Llenyes i buit, ideal per a alguns ratolins i altres cavernícoles
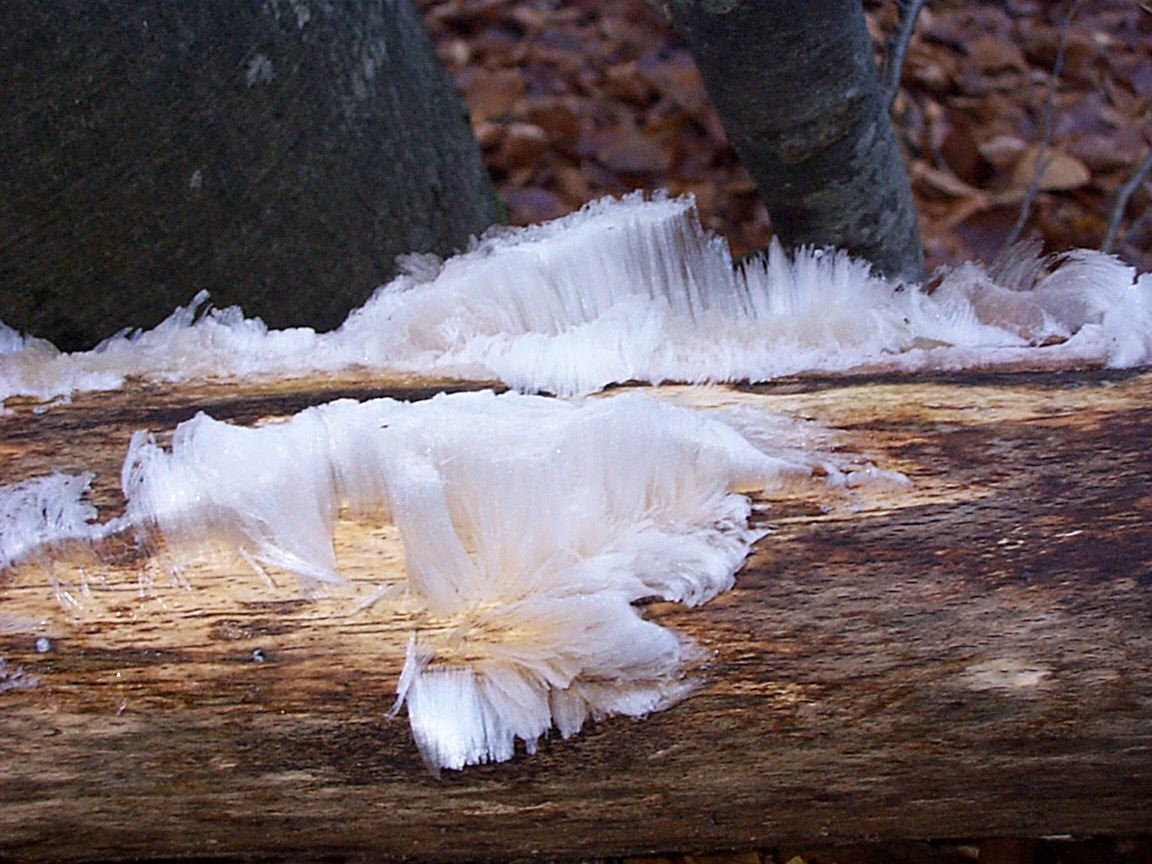
Efecte del fred sobre la llenya humida (contracció de la fusta => aigua “expressada” congelada)
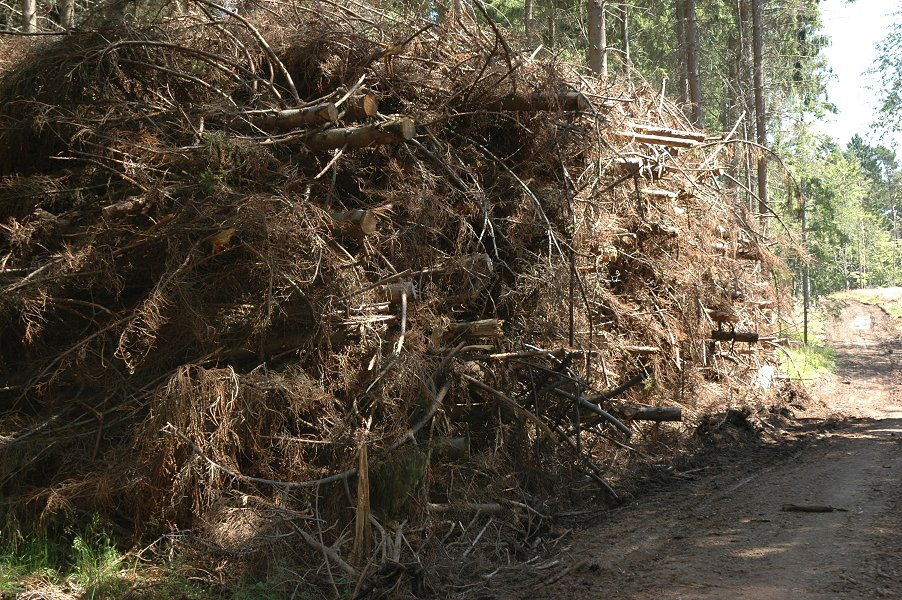
Acumulació de llenya (resinosa)
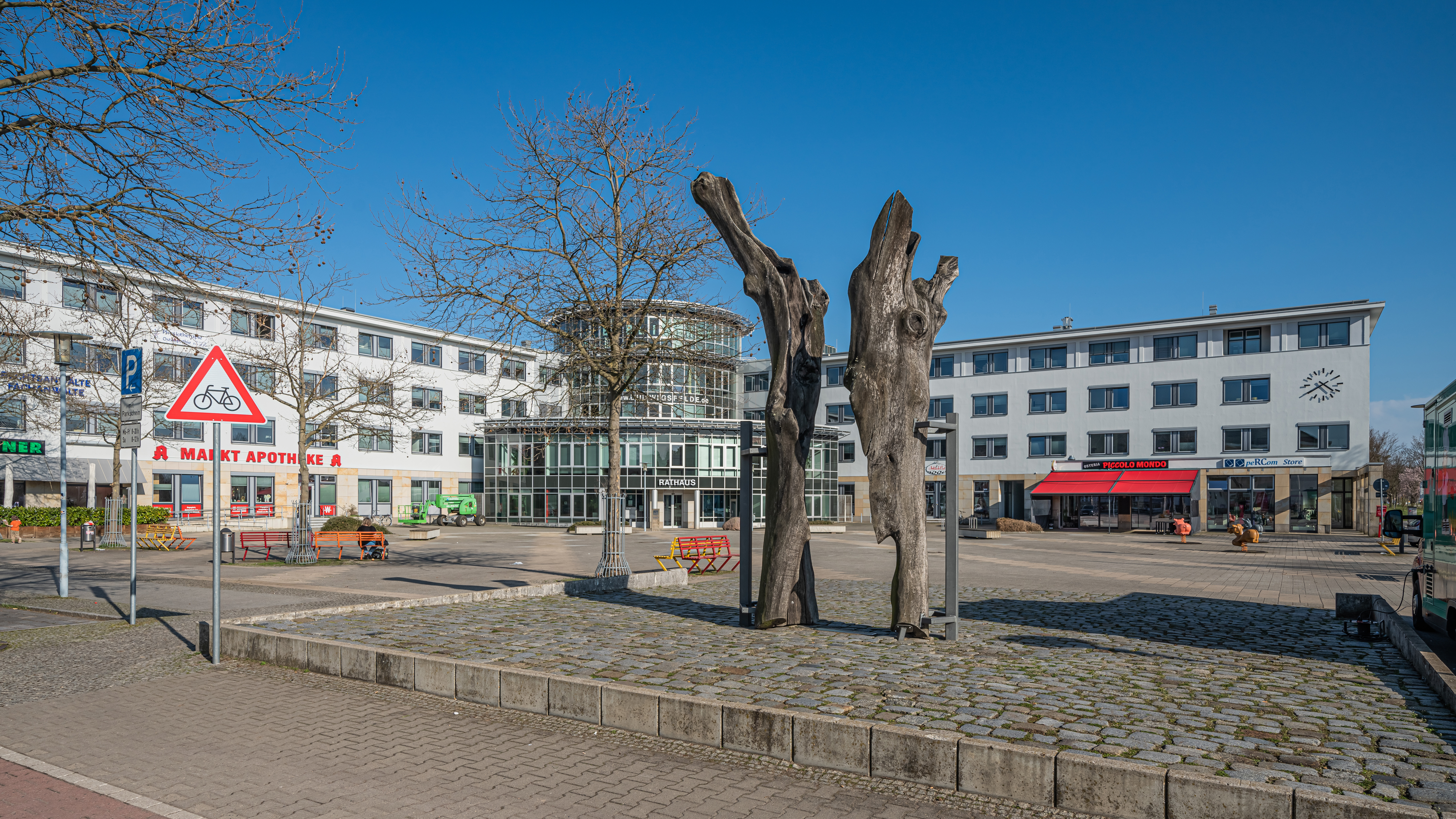
En escultura urbana (obra de Franziska Uhl al 2005)